# Juan Trejo
Juan Trejo (Barcelona, 1970) es un escritor español, traductor, periodista cultural y profesor universitario.
Licenciado en Filología Hipánica (UB), fue jefe de redacción de la revista Lateral en 1996 y miembro del Consejo de Redacción hasta 2005. Entre los años 2006 y 2009 fue codirector de la revista Quimera junto con Jorge Carrión y Jaime Rodríguez Z. Desde entonces ha colaborado en diferentes medios de prensa como La Vanguardia o Altaïr Magazine entre otros. 
Fue profesor de secundaria y bachillerato y también impartió clases de escritura creativa en la Escuela de Escritura del Ateneo de Barcelona. En los últimos años ha ejercido como profesor de literatura medieval y contemporánea en la Universidad de Gerona y en el Dartmouth College de Estados Unidos.
Ha traducido casi un centenar de libros de autores como John Irving, George Orwell, Alan Moore, Stephen King o Susan Orlean.
Como escritor, además de haber publicado cuentos en diferentes antologías, es autor de cuatro novelas. En 2014, su novela La máquina del porvenir fue galardonada con el Premio Tusquets de Novela en su décima edición, por un jurado compuesto por Juan Marsé, Almudena Grandes, Juan Gabriel Vásquez, Ginés Sánchez y el editor Juan Cerezo.

## Obras publicadas
- El fin de la Guerra Fría, La otra orilla, 2008
- La máquina del porvenir, Tusquets Editores, Premio Tusquets de Novela, 2014
- La otra parte del mundo, Tusquets Editores, 2017
- La barrera del sonido, Tusquets Editores, 2019
- Nela, 1979, Tusquets Editores, 2024

## Premios
| Predecesor: Betina González | Premio Tusquets de Novela 2014 | Sucesor: Alberto Barrera Tyszka |